# Studenské jazerá

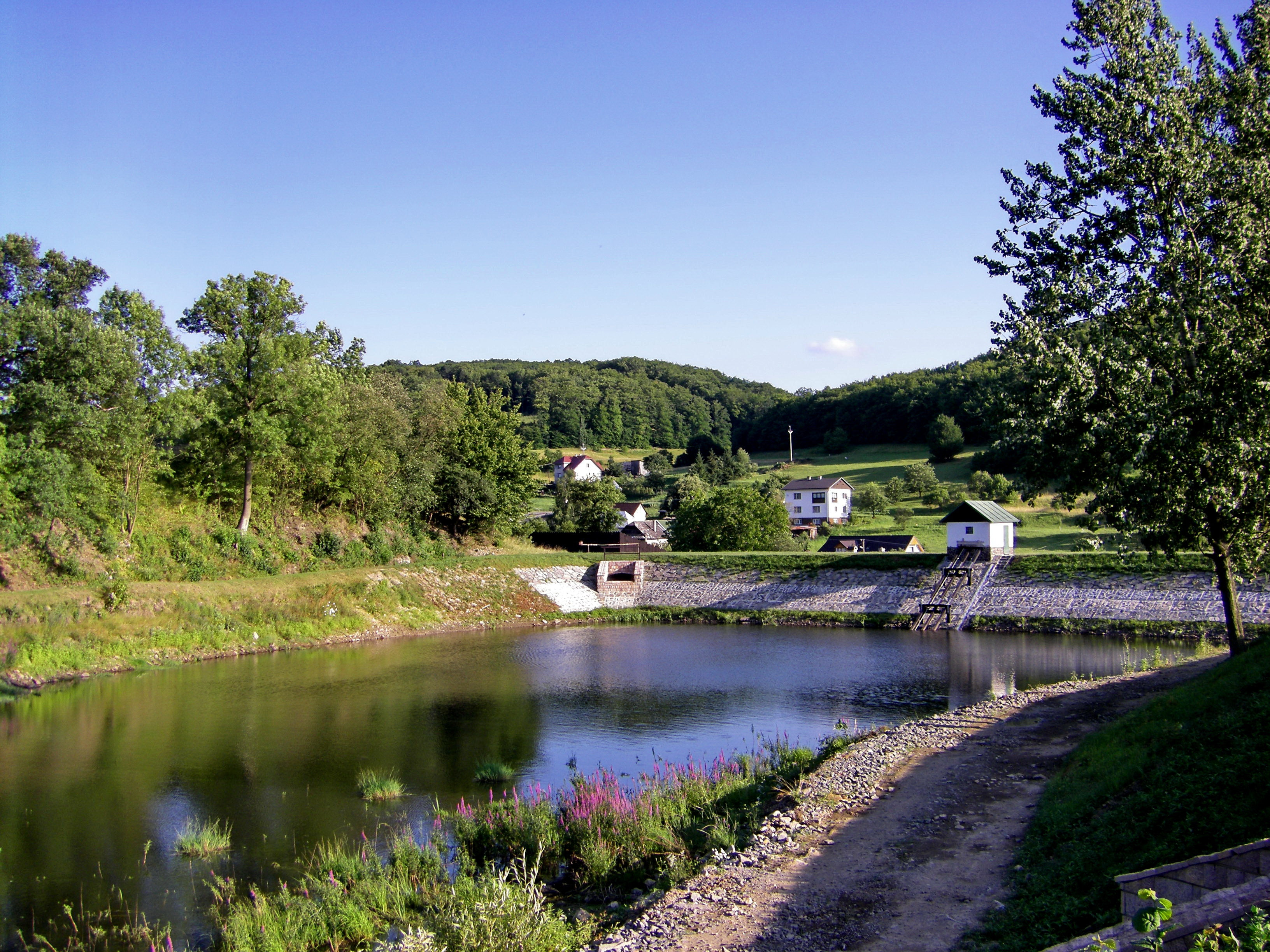
Malé Studenské jazero

Studenské jazerá (znane też pod nazwą Kolpašské jazerá) – dwa sztuczne zbiorniki wodne (Studenské jazero i Malé Studenské jazero) koło wsi Banský Studenec (dawne Kolpachy), w Górach Szczawnickich na Słowacji.
Zbiorniki wodne, które otrzymały swą dawną nazwę od porzuconej dziś nazwy wsi Kolpachy (a obecną – od nowej nazwy tejże miejscowości), zostały zbudowane jako zasobniki wody, niezbędnej do napędu kół wodnych w okolicznych zakładach górniczych i hutniczych.
Większy zbiornik (Studenské jazero) zaczęto budować w 1730 r. Ma powierzchnię 11,33 ha, maksymalną głębokość 15,0 m i objętość 799 000 m³. Mniejszy zbiornik (Malé Studenské jazero) ma powierzchnię 2 ha, maksymalną głębokość 6,6 m i pojemność 109 000 m³.
Wodę do jezior doprowadzało pięć naturalnych cieków o łącznej długości 6000 m oraz dwie sztuczne wodne sztolnie, o długościach odpowiednio 93 i 318 m. Woda z jezior napędzała koła wodne stęp do rozdrabniania rudy, a następnie zasilała zbiornik Rybnik (dziś już zasypany), poniżej którego napędzała koło wodne tartaku.
Obecnie jeziora wykorzystywane są do celów rekreacyjnych (kąpielisko, sporty wodne).